# Думновеллаун
Думновеллаун (Dumnovellaunus) — був правителем корітанів, які населяли регіон Східного Мідлендса у римський період і раніше.
Він відомий тільки через написи на монетах. Його ім'я присутнє на трьох серіях монет, викарбуваних в 30-60 роках, на основі яких існує твердження, що Думновеллаун був співправителем Волісіоса, який мав ще двох інших співправителів: Думноковерос (Dumnocoveros) і Картівеллаунос (Cartivellaunos).
Також існує багато припущень стосовно Думновеллауна (Дубновеллауна) як імені, через яке відбувається плутанина стосовно правителів різних племен під одним ім'ям, яке також згадується серед правителів (вождів) декількох інших кельтських племен південної Британії, зокрема Дубновеллаун — король кантіїв і триновантів.